# Цистодерма зернистая
Цистоде́рма зерни́стая (лат. Cystodérma granulósum) — несъедобный гриб семейства Шампиньоновые.

## Названия и таксономия
Научные синонимы:
- Agaricus granulosus Batsch, 1783basionym
- Lepiota granulosa (Batsch) Gray, 1821
- Cystodermella granulosa (Batsch) Harmaja, 2002

Вид был впервые описан как Agaricus granulosus в 1783 году немецким биологом Августом Бачем. Современное видовое название было предложено в 1889 году швейцарским микологом Виктором Файо.
Родовое наименование гриба Cystoderma происходит от греческого κύστη (kysti), пузырь, волдырь, и δέρμα (derma), кожа; видовой эпитет granulosum — от лат. granulosus, зернистый.

## Описание[4]
Шляпка небольшая, 1—5 см ∅ ; у молодых грибов — яйцевидная, выпуклая, с подвёрнутым краем, покрытая хлопьями и «бородавками», с бахромчатым краем; у зрелых грибов — плоско-выпуклая или распростёртая; кожица шляпки сухая, мелкозернистая, иногда морщинистая, красновато- или охристо-бурая, иногда — с оранжевым оттенком, выцветающая.
Пластинки почти свободные, частые, с промежуточными пластиночками, кремово- или желтовато-белые.
Ножка 2—6 х 0,5—0,9 см, цилиндрическая или расширенная к основанию, полая, сухая, одного цвета со шляпкой или лиловатая; над кольцом — гладкая, более светлая, ниже кольца — зернистая, с чешуйками. Кольцо короткоживущее, часто отсутствует.
Мякоть беловатая или желтоватая, с невыраженным вкусом и запахом.
Споровый порошок белый.

### Микроморфология
Споры 3,5—5×2—3 мкм, эллиптические, гладкие, гиалиновые, неамилоидные.
Цветовые химические реакции: В KOH поверхность шляпки ржаво-красная.

## Экология и распространение
Растёт рассеяно или группами, преимущественно в смешанных лесах, на почве или во мху, с августа по октябрь.
Широко распространённый вид в Евразии, Северной Африке, Северной Америке, однако всюду довольно редок.

## Пищевые качества
Несъедобный гриб.